# ديباك غوبتا
ديباك غوبتا (بالإنجليزية: Deepak Gupta)‏ هو قاضي هندي، ولد في 21 سبتمبر 1951 في Nurpur, Himachal Pradesh ‏ في الهند.